# Americhelidium micropleon
Americhelidium micropleon är en kräftdjursart som först beskrevs av J. L. Barnard 1977.  Americhelidium micropleon ingår i släktet Americhelidium och familjen Oedicerotidae. Inga underarter finns listade i Catalogue of Life.